# Portalens gymnasium
Portalens gymnasium är ett aktiebolag som driver friskolor med samma namn i Göteborg (Gårda), Lidköping och Uddevalla.
På gymnasieskolorna finns program för IT-kommunikation, datasäkerhet, digital produktion, 3D-animering, programmering samt en ingenjörsförberedande linje. På skolan har man ett arbetssätt som innebär att man nästan uteslutande arbetar med datorer och alla elever har tillgång till en egen dator.
Portalens Gymnasium förvärvades 2011 av Lernia College AB medan även ett gymnasium i Borås ingick. 
Efter uppköpet avvecklades skolan i Borås eftersom skolenheten enbart hade sex elever. Dessa fick sedan samverka mellan Portalens skola i Göteborg och Lernias vuxenutbildningscentrum för att tillgodose Skolinspektionen krav. 
År 2012 köptes skolorna av ThorenGruppen AB och blev där en del av skolgruppen Thoren Innovation School.

## Skolan i Göteborg
Skolan i Göteborg ligger i området Gårda, i närheten av Focushuset och Liseberg. Den har ungefär 300 elever och erbjuder utbildning inom digital produktion, it-säkerhet och design och formgivning och från och med höstterminen 2013 även estetik och media.